# Abellio (keltský bůh)

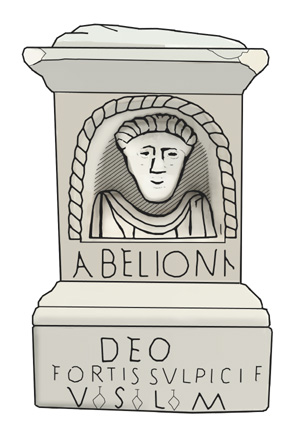

Abellio (také Abelio a Abelionni) byl bůh uctívaný v údolí Garonna v provincii Gallia Aquitania (dnes jihozápadní Francie), známý především z nápisů nalezených v regionu Comminges. Podle různých informací může být bohem jabloní.
Někteří historikové předpokládají, že Abellio je stejné jméno jako Apollo. Například na Krétě byl nazýván Abelios (řecky Αβέλιος) a Italy a některými doriany Apello. Císař César zmínil poznámku, že jde o galského Apollóna a podle Tertulliana a Herodiana je s Apollonem zas spojován Belenus a Belis. a Herodian.
Jiní historikové tvrdí, že mohl být slunečním božstvem keltského původu na Krétě a v Pyrenejích. Je také uváděno, že to byla nářeční forma boha Apollóna.